# Juggernaut: Omega
Juggernaut: Omega è il quarto album in studio del gruppo musicale statunitense Periphery, pubblicato il 27 gennaio 2015 dalla Sumerian Records.

## Descrizione
Si tratta della seconda parte del doppio concept album ideato dal gruppo. Secondo il batterista Matt Halpern, Juggernaut: Omega «si focalizza su alcuni eventi piuttosto gravi [...] portando [l'ascoltare] per un giro pauroso lungo il complesso viaggio del personaggio principale».

## Tracce
Testi e musiche dei Periphery.
CD
1. Reprise – 1:25
2. The Bad Thing – 5:54
3. Priestess – 5:04
4. Graveless – 3:56
5. Hell Below – 3:43
6. Omega – 11:44
7. Stranger Things – 7:35

DVD
1. Juggerdoc – 45:05
2. Bonus Content – 21:19

## Formazione
Gruppo
- Spencer Sotelo – voce
- Misha Mansoor – chitarra, programmazione
- Jake Bowen – chitarra, programmazione
- Mark Holcomb – chitarra
- Adam "Nolly" Getgood – basso
- Matt Halpern – batteria

Produzione
- Periphery – produzione
- Adam "Nolly" Getgood – missaggio, ingegneria del suono
- Ermin Hamidovic – mastering
- Spencer Sotelo – produzione vocale
- Taylor Larson – ingegneria del suono aggiuntiva
- Ernie Slenkovic – ingegneria del suono aggiuntiva

## Classifiche
| Classifica (2015)          | Posizione massima |
| -------------------------- | ----------------- |
| Australia                  | 25                |
| Austria                    | 48                |
| Regno Unito                | 45                |
| Regno Unito (download)     | 60                |
| Regno Unito (physical)     | 51                |
| Regno Unito (rock & metal) | 6                 |
| Scozia                     | 43                |
| Stati Uniti                | 25                |
| Stati Uniti (digital)      | 19                |
| Stati Uniti (hard rock)    | 3                 |
| Stati Uniti (independent)  | 4                 |
| Stati Uniti (rock)         | 5                 |